# Marions
Marions település Franciaországban, Gironde megyében. Lakosainak száma 211 fő (2022. január 1.). Marions Cauvignac, Goualade, Lavazan, Lerm-et-Musset, Masseilles, Sillas és Saint-Martin-Curton községekkel határos.

## Népesség
A település népességének változása:
| Lakosok száma | 193  | 193  | 158  | 188  | 184  | 191  | 208  | 218  | 221  | 211  |
|               | 1968 | 1982 | 1990 | 2006 | 2013 | 2015 | 2017 | 2019 | 2020 | 2022 |